# Neoanalthes contortalis
Neoanalthes contortalis là một loài bướm đêm trong họ Crambidae.